# Dixa guttipennis
Dixa guttipennis är en tvåvingeart som beskrevs av Thomson 1869. Dixa guttipennis ingår i släktet Dixa och familjen u-myggor. Inga underarter finns listade i Catalogue of Life.